# Cederfelt (adelsätt)
Cederfelt var en svensk adelsätt som introducerades 1720 med Christian Cederfelt Sommar som ätt nummer 1 601.
Christian Cederfelt (Sommar) föddes 1672 i Everöds prästgård och dog 1724. Cederfelt innehade bland annat Brödåkragården (förvärvad från släkten Dankwardt), Hässleholms säteri (1714), Ignaberga (1714),  Röinge nr 2, Långaröd 1 i Farstorp, Snöarp i Broby, Axeltorp i Hjärsås och några hemman i Vittsjö mm.  En son till Christian Cederfelt var Sten Cederfelt.
Ätten Cederfelt är utdöd.